# Parts of the Holy Bible, selected for the use of the Negro Slaves, in the British West-India Islands
 (mai 2020).
Pour les articles homonymes, voir Bible (homonymie).
Parts of the Holy Bible, selected for the use of the Negro Slaves, in the British West-India Islands, couramment appelée Slave bible (Bible des esclaves) dans les pays anglophones, est une édition de la Bible qui trouve ses origines en Angleterre en 1807. Cette compilation assez brève d'extraits de la bible (ne comprenant que 10 % de l'Ancien Testament et 50 % du Nouveau Testament) était destinée à l'évangélisation des esclaves dans les colonies antillaises de l'Empire britannique, c'est-à-dire principalement la Jamaïque et Trinité-et-Tobago.

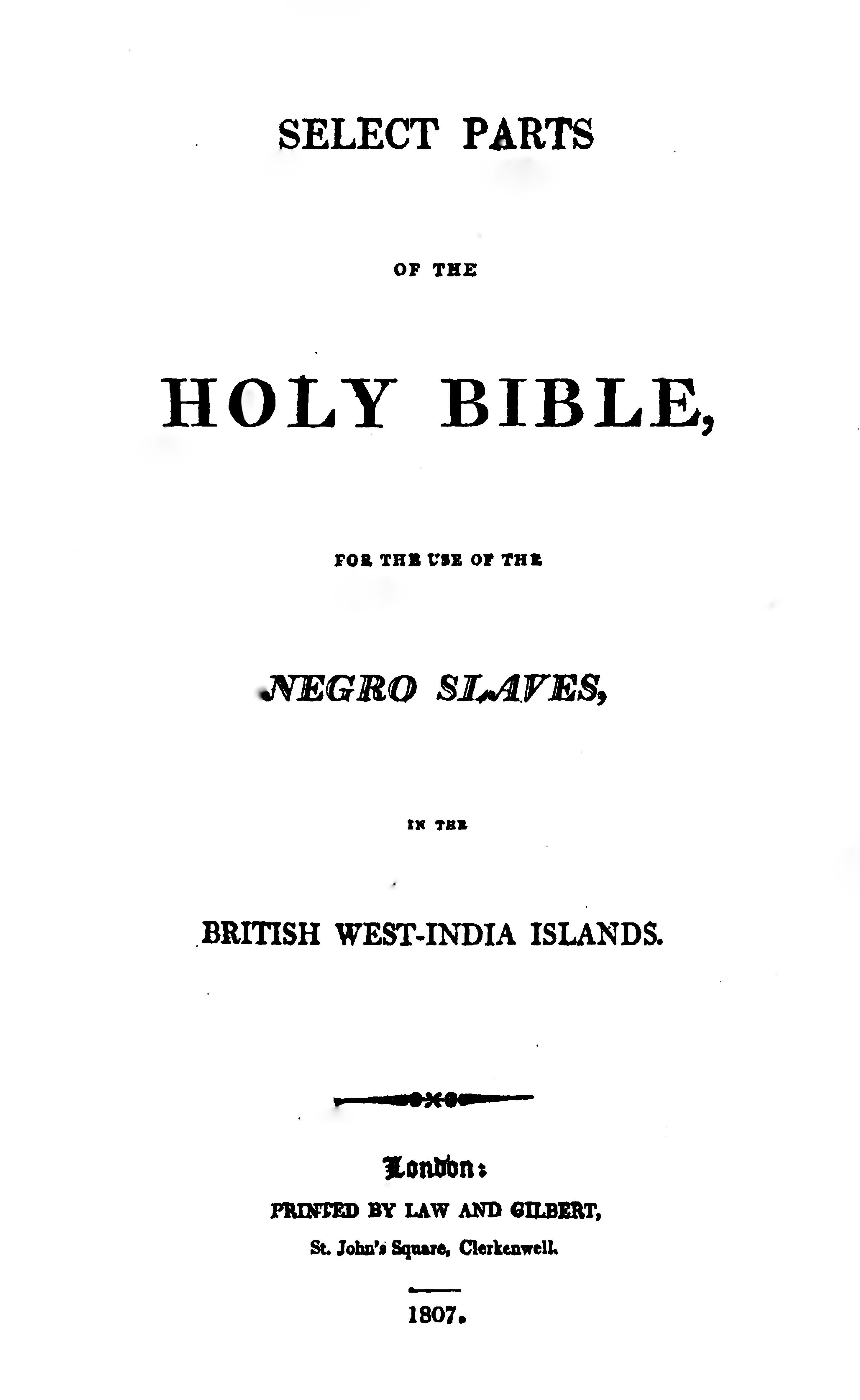
Couverture de l'édition de 1807.

Conformément à l'idéologie esclavagiste, cette bible ne comprenait aucun passage susceptible d'encourager la révolte. Ainsi, le livre de l'Exode en particulier était passé sous silence. À l'inverse, les passages idéalisant l'obéissance et la soumission étaient tous présents. 
Fin 2018, un des rares exemplaires survivants de cette édition est exposé au Museum of the Bible (en) à Washington.